# Eat-Man
Eat-Man (яп. イートマン Ито Ман, Едок) — японская манга написанная Акихито Ёситоми. Выпускалась с 1996 по 2002 год в журнале Dengeki Comic Gao!. Всего вышло 19 томов.  В 1997 году студией Studio Deen был выпущен аниме-сериал из 12 эпизодов и транслировался по каналу TV Tokyo с 1 марта. В 1998 году вышло продолжение сериала — Eat-Man 98 и транслировалось с 8 октября по 23 декабря.

## Сюжет
Сериал Eat-Man представляет собой короткие независимые истории о  лучшем в мире наёмнике — Болте Кранк. Он может есть практически всё, от пищи до болтов и гвоздей. Особенность сюжета заключается в том, что он совмещает в себе футуристические (см. киберпанк) и сказочные элементы. Действие в каждом эпизоде происходит в разных мирах и в неопределенное время.

## Персонажи
Болт Кранк — Болт Кранк самый лучший наёмник в мире. Хотя наемники в манге могут выполнять любую работу, даже убивать. Он имеет особую способность съедать любую вещь и воссоздавать её из любой части своего тела. Объекты, которые он поглощает, плавают в бесконечном пространстве как у главного персонажа Doraemon. Он человек немногословный и не любит демонстрировать свои чувства. А наоборот цинично относится ко всем и думает только о выгоде очередного задания. До конца истории сюжет так и не раскрывает тайну прошлого Болта.
Сэйю: Масаси Эбара
Айми — Детектив, старая подруга Болта. Она бессмертна, так как была создана как и Болт в секретной лаборатории. Она исследовала создавших её учёных, которых она убила в знак мести.
Елена — Способна вырабатывать электроэнергию. Сестра Риветты. Была когда-то подружкой Леона.
Хард — Исследователь с сильным чувством справедливости. Хотя к Леону относится с недоверием, пологая, что Леон будет его соперником и врагом. Тем не менее восхищается Леоном и следует по его стопам.
Леон — Двойник Болта. В отличие от Болта не имеет никаких сверх способностей. Леон влюбился в Стеллу и решил после смерти с помощью Болта возродить себя как машину, чтобы вечно жить с ней. Для этого он создал тэрамею — машину-паразита, чтобы овладеть Болтом и с помощью него возродится.
Реин Бойер — Дочка известного исследователя Бойер и наследница его супер-меча.Она мечтала стать исследователем, как и её отец. Путешествует, чтобы найти меч. В первом томе она изображается как молодая девушка а в последних как взрослая женщина.
Риветта — Способна вырабатывать энергию. Она цинична и интересуется только деньгами. Ищет свою сестру, которая была похищена ещё в детстве.
Шэдоу — Убийца, ненавидит Леона. Однажды перепутал Болта с Леоном и решил заставить его страдать. Он переоделся в костюм Болта и начал убивать невинных людей. Влюблён в Стеллу, но та любит Леона, за что он его и не любит.
Стелла — Безумно влюблена в Леона. Она андроид, которую создал Леон. Она собирается превратить всех людей в мире в роботов в том числе и Леона. И проводила эксперименты для достижения своей цели. В конце концов осталась жить вечно с переродившимся Леоном — роботом.
Тэромэя — Машина паразит созданная Леоном. Болт съел её и она жила внутри него, паразитируя. Главной целью машины было возродить Леона и убедить Болта перейти на его сторону. В конечном счёте превратилась в Леона — киборга.
Эвридика — Хакер, называет себя «компьютерный специалист номер один». Она помогла Болту во многом, добывая полезную информацию из сети.

## Критика сериала
Несмотря на общий успех аниме-сериала, поклонники манги раскритиковали аниме, т.к почти все фантастические и футуристические элементы  были убраны, a Болт был более чувствительным, ненавидевшим своего создателя. В связи с этим, был выпущен специально новый сериал Eat-Man 98 который на этот раз не нарушал сюжет манги.